# Hammerabates minusculus
Hammerabates minusculus är en kvalsterart som först beskrevs av Aoki 1987.  Hammerabates minusculus ingår i släktet Hammerabates och familjen Scheloribatidae. Inga underarter finns listade i Catalogue of Life.